# Heterobostrychus pileatus
Heterobostrychus pileatus es una especie de escarabajo del género Heterobostrychus, familia Bostrichidae. Fue descrita científicamente por Lesne en 1899.
Se distribuye por Asia: China, India y Tailandia. La especie se mantiene activa durante los meses de abril, mayo y junio. Mide aproximadamente 9 milímetros de longitud.